# گرد باکهاوس
گرد باکهاوس (به آلمانی: Gerd Backhaus) بازیکن فوتبال و مهاجم اهل آلمان شرقی بود که از سال ۱۹۶۳ میلادی عضو تیم ملی فوتبال آلمان شرقی بوده‌است. وی در ۳ بازی ملی حضور داشته و در بازی‌های ملی‌اش ۲ گل به ثمر رساند. گرد باکهاوس آخرین بازی ملی خود را در سال ۱۹۶۶ میلادی انجام داد.